# Agapetus evansi
Agapetus evansi is een schietmot uit de familie Glossosomatidae. De soort komt voor in het Australaziatisch gebied.